# インターナショナルフォールズ
インターナショナルフォールズ（International Falls）は、アメリカ合衆国ミネソタ州北端に位置する都市。ミネアポリス・セントポールの北約400kmに位置する。同州クーチチング郡の郡庁所在地である。人口は5,802人（2020年国勢調査）。
インターナショナルフォールズはカナダとの国境になっているレイニー川南岸、オンタリオ州フォートフランシスとは対岸に位置する。両市の間を流れるレイニー川にはフォートフランシス・インターナショナルフォールズ国際橋が架かっており、その両詰にそれぞれの入国管理局がある。また、インターナショナルフォールズの東11マイル（18 km）にはボエジャーズ国立公園がある。
インターナショナルフォールズはアメリカ合衆国本土48州内、かつロッキー山中等の高地を除いた地点の中では最も寒さが厳しい場所であり、Icebox of the Nation（全米のアイスボックス）という異名を取っている。年間の平均気温は約3℃で、真冬日（最高気温でも0℃を下回る日）が平年で年間109.4日ある。

## 歴史

初期のクーチチング村（1900年代）

今日のインターナショナルフォールズ市およびフォートフランシス町のあるこの一帯は、17世紀には探検家や宣教師、あるいは「ボエジャーズ」（voyageurs）と呼ばれた、カヌーで毛皮を運搬していたフランス系カナダ人たちには広く知られていた。19世紀に入る頃には、この一帯は毛皮交易の中心地となっていた。やがて1870年、アレクサンダー・ベイカーは川からこの地にやってきて定住した。しかし、この一帯はまだ測量が進んでいなかったため、ベイカーのホームステッドとして所有権が認められるまでには10年以上かかった。やっとベイカーの所有権が認められると、ベイカーは「ベイカーズ・エーカー」と呼ばれる一角を除いて、この土地をミネアポリスのH・ウィンチズとC・J・ロックウッドに6,000ドルで売却した。ウィンチズとロックウッドは、この地を流れるレイニー川の滝に、水力が得られる可能性を見出していた。
1894年、測量家L・A・オガードがこの地に来て村を区画し、クーチチング（Koochiching）と名付けた。クーチチングは1901年に法人化した。この「クーチチング」という語は、オジブワ族の言語で「湖や川の近く」という意味であった。その翌々年、1903年には、レイニー川がアメリカ合衆国とカナダの国境を成していることにちなんで、クーチチング村はインターナショナルフォールズに改名された。1906年にイタスカ郡から分割される形でクーチチング郡が創設されると、インターナショナルフォールズにその郡庁が置かれた（郡庁舎はその4年後、1910年に完成した）。1907年にはインターナショナルフォールズに鉄道が開通した。1909年には、インターナショナルフォールズは市制を施行した。また、同年には、レイニー川の滝に30,000馬力を出力するダムが築かれた。翌1910年には、実業家E・W・バッカスがこの水力を利用した製紙会社、ミネソタ・アンド・オンタリオ製紙会社を創業し、その工場の操業を開始した。1912年には、レイニー川に国際橋が架けられた。

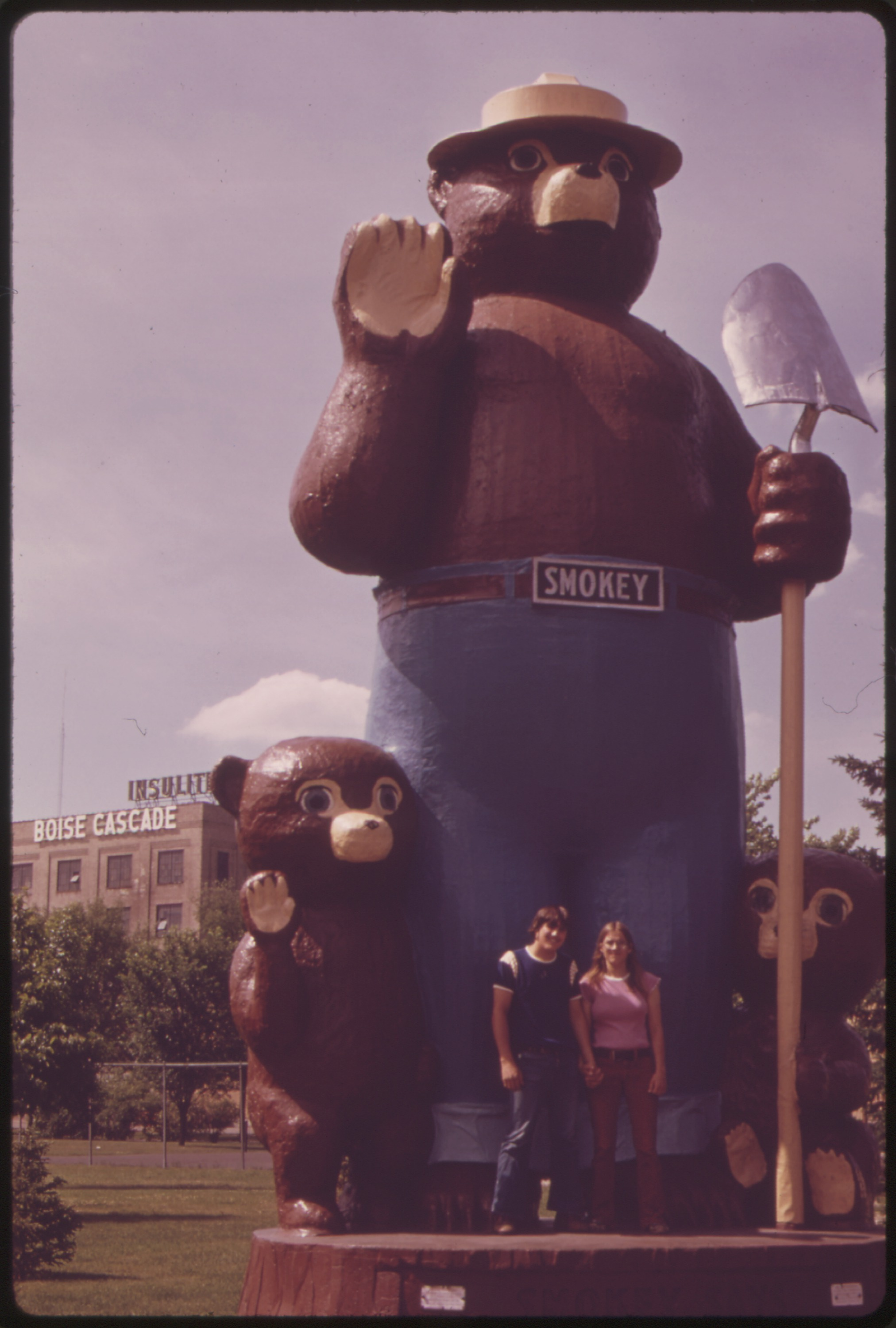
スモーキー・ベア像（1973年）

国道53号線が開通すると、1930-40年代のインターナショナルフォールズに様々な革新がもたらされた。ニューディール政策の時代には、インターナショナルフォールズの街路には砂利が敷かれ、歩道が整備され、また雑貨屋や酒場、モーテルが建った。1939年には市庁舎およびインターナショナルフォールズ公共図書館が建てられた。1954年には、市庁舎の向かいに、森林火災防止および森林保全のシンボルとして、スモーキー・ベア（Smokey Bear）というクマの像が立てられた。1989年1月23日には、インターナショナルフォールズと、その南に隣接していたサウスインターナショナルフォールズが合併し、新しいインターナショナルフォールズ市となった。1980年の国勢調査時点での両市をあわせた人口は約8,500人であった。

## 地理
インターナショナルフォールズは北緯48度36分10秒 西経93度24分8秒 / 北緯48.60278度 西経93.40222度に位置する。市はミネソタ州の北端部、カナダとの国境になっているレイニー川の河畔に位置し、ミネアポリス・セントポールからは北へ約400km離れている。市中心部の標高は341mである。
アメリカ合衆国国勢調査局によると、インターナショナルフォールズ市は総面積16.91 km2（6.53 mi2）である。そのうち16.63 km2（6.42 mi2）が陸地で0.28 km2（0.11 mi2）が水域である。総面積の1.85%が水域となっている。

### 気候
インターナショナルフォールズの気候は冷涼な夏と寒さの大変厳しい冬に特徴づけられる大陸性で、ケッペンの気候区分では亜寒帯湿潤気候（Dfb）に属する。9月や5月にさえ気温が氷点下に下がることがあり、厳冬期には0℉（氷点下17.8℃）以下に下がることも珍しくない（平年で58.8日）、インターナショナルフォールズの厳しい寒さは、亜寒帯気候にも匹敵する。実際、亜寒帯気候（Dfc）に分類されるアラスカ州アンカレッジと比較しても、ともに最寒月である1月の平均気温ではインターナショナルフォールズのほうがアンカレッジの氷点下8.3℃を大きく下回っており、年平均気温でも大差が無い。しかし、5-9月の5ヶ月間にわたって月平均気温が10℃を上回るため、分類上は湿潤大陸性気候の範疇に入る。アメリカ合衆国農務省によるハーディネスゾーンは、アラスカ州以外では最も低い3aである。
最も暖かい7月の最高気温の平均は約25℃に達するが、最低気温は平均11℃まで下がり、平均気温は約18℃である。最も寒い1月の平均気温は氷点下15℃、最低気温は平均で氷点下21℃まで下がり、日中でも氷点下9℃程度までしか上がらない。降水量は春季・夏季の6-7月に多く、月間95-100mm程度、逆に冬季の12月から3月にかけては少なく、月間15-25mm程度、その他の月は月間35-75mm程度である。また、冬季から春先、11月から4月にかけては月間16-38cm程度の降雪が見られる。年間降水量は615mm程度、年間降雪量は180cm程度である。
この寒さのため、インターナショナルフォールズはIcebox of the Nation（全米のアイスボックス）と呼ばれ、またそれを1つの「売り」にもしてきた。しかし、コロラド州のロッキー山中の小さな町フレーザーが1956年にそれを名乗り始めると、インターナショナルフォールズとの間で法的闘争に発展した。1986年、フレーザーがこの商標の使用を止める代わりにインターナショナルフォールズがフレーザーに2,000ドルを支払うことで、両市町は一旦は和解したものの、1996年にインターナショナルフォールズが連邦の商標の更新を忘れると（州の商標はこの時点でも保持していた）、フレーザーは再びこの商標を申請し、法廷にまで持ち込まれる事態となった。最終的には、2008年1月29日に連邦特許商標庁がインターナショナルフォールズの訴えを認め、登録番号3375139でこの商標が登録された。
|               | 1月   | 2月   | 3月  | 4月  | 5月  | 6月  | 7月  | 8月  | 9月  | 10月 | 11月 | 12月  | 年    |
| ------------- | ----- | ----- | ---- | ---- | ---- | ---- | ---- | ---- | ---- | ---- | ---- | ----- | ----- |
| 平均気温（℃） | -15.3 | -12.1 | -4.7 | 4.1  | 11.0 | 16.0 | 18.4 | 17.4 | 12.0 | 5.1  | -3.6 | -12.4 | 3.1   |
| 降水量（mm）  | 15.2  | 15.2  | 25.4 | 38.1 | 73.7 | 99.1 | 94.0 | 71.1 | 76.2 | 53.3 | 35.6 | 20.3  | 617.2 |
| 降雪量（cm）  | 38.1  | 27.4  | 19.3 | 16.3 | 0.5  | -    | -    | -    | 0.3  | 5.6  | 34.8 | 38.1  | 180.4 |

## 政治

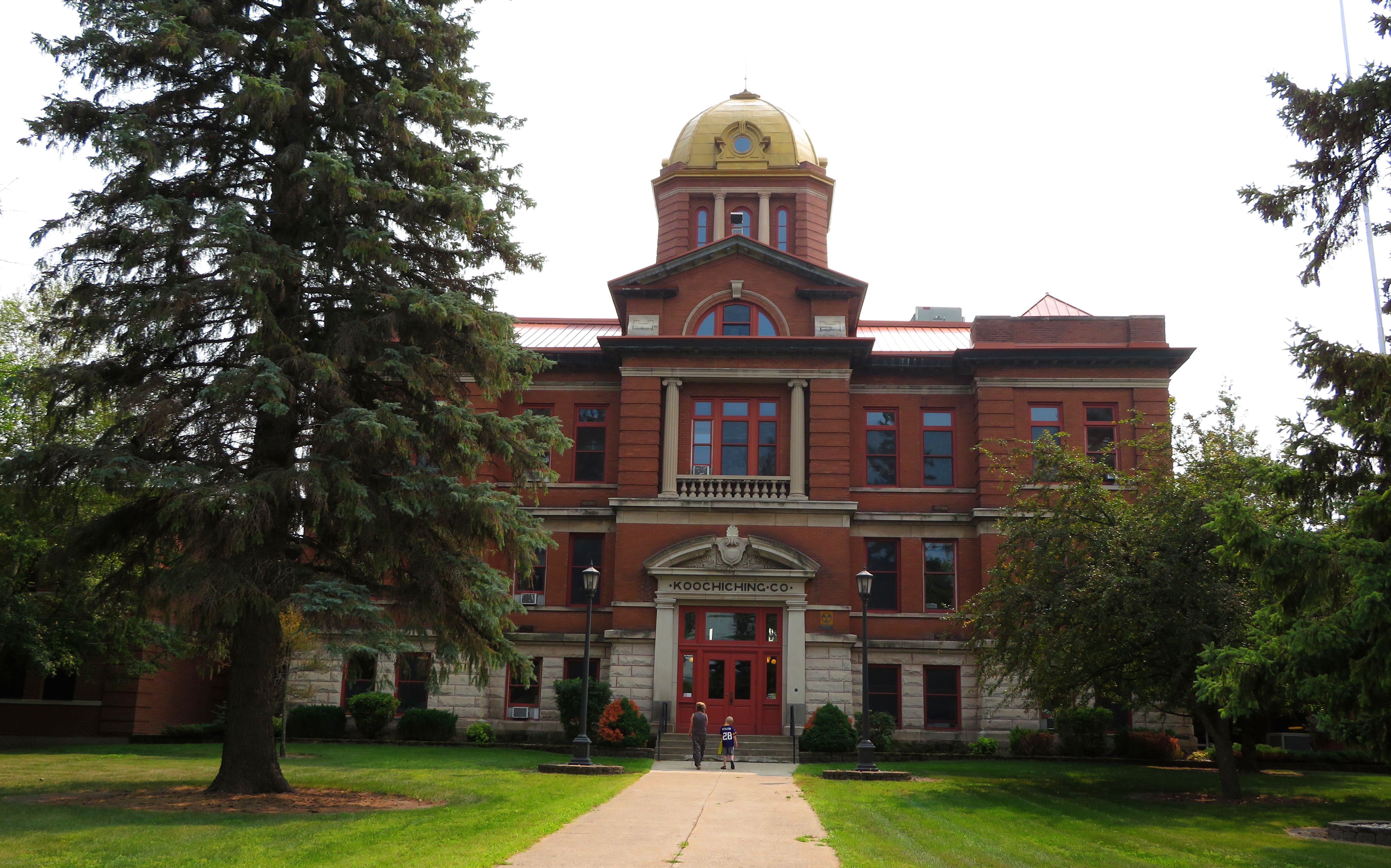
クーチチング郡庁舎。1977年に国家歴史登録財に指定された

インターナショナルフォールズは市長制を採っている。市議会は市長および議員4人の計5人から成っている。4人の市議員のうち、3人は市を西部・中部・東部に分けた選挙区から1人ずつ選出され、1人は全市から選出される。

## 交通

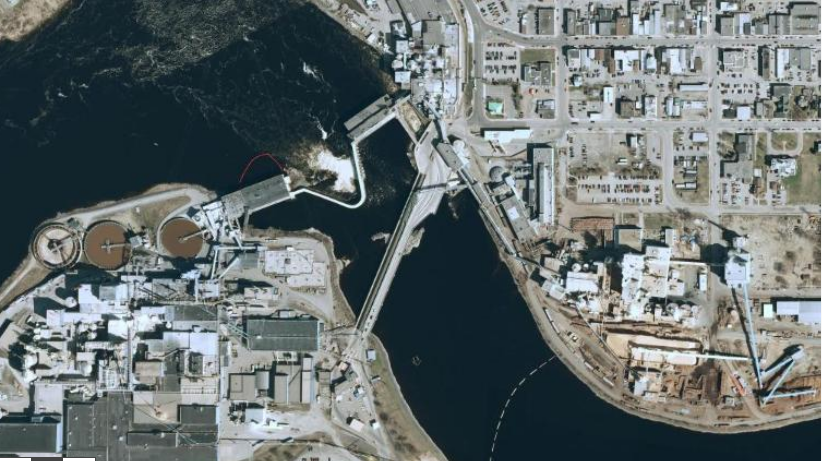
フォートフランシス・インターナショナルフォールズ国際橋

インターナショナルフォールズの玄関口となる商業空港は、市中心部から南へ約4km、市域南端に立地するフォールズ国際空港（IATA: INL）である。同空港はゼネラル・アビエーションと呼ばれる、自家用機やチャーター機等の発着が主となっている空港ではあるものの、定期旅客便もデルタ航空によるミネアポリス・セントポール便が1日2便発着している。
インターナショナルフォールズには州間高速道路は通っていないが、53号線と71号線の2本の国道が市中心部で交わる。これら2本の国道はともに、レイニー川に架かるフォートフランシス・インターナショナルフォールズ国際橋の南詰が北の起点/終点になっている（市中心部の合流/分岐点までの400mほどが共用区間である）。国道53号線はここからダルース・ウィスコンシン州スペリオルやオークレアを経由してラクロスへ至る。一方、71号線はここからアメリカ合衆国本土を縦断してルイジアナ州へと至る。
インターナショナルフォールズにはグレイハウンドはおろか、同社と提携しているジェファーソン・ラインズのバスも発着していないが、州北東部をカバーするアローヘッド・トランジットがベミジーに週1便、またバージニアを経由してダルースに月1便バスを運行している。これらの都市ではジェファーソン・ラインズに接続している。また、国境を越えてフォートフランシスには、オンタリオ州をカバーするオンタリオ・ノースランドのバスのうち、ウィニペグとサンダーベイを結ぶ便が西行、東行とも週3便停車する。

## 教育
レイニー・リバー・コミュニティ・カレッジは市域西部、市中心部の南西約2km、国道71号線沿いに80エーカー（324,000m2）のキャンパスを構えている。同学は1967年に創立した、ミネソタ州立大学システムを成すコミュニティ・カレッジの1つである。同学は4年制大学への編入を主眼に置いた短期大学士（Associate of Arts、Associate of Science）の学位授与プログラムのほか、職業技術教育に主眼を置いた応用科学短期大学士（Associate of Applied Science）、ディプロマや履修証明を授与するプログラムを提供している。
インターナショナルフォールズにおけるK-12課程はインターナショナルフォールズ第361独立学区の管轄下にある公立学校によって支えられている。同学区は小学校（就学前・幼稚園・1-5年生）1校（フォールズ小学校）、および中高一貫校（6-12年生）1校（フォールズ高校）を有し、約1,100人の児童・生徒を抱えている。

## 文化と名所

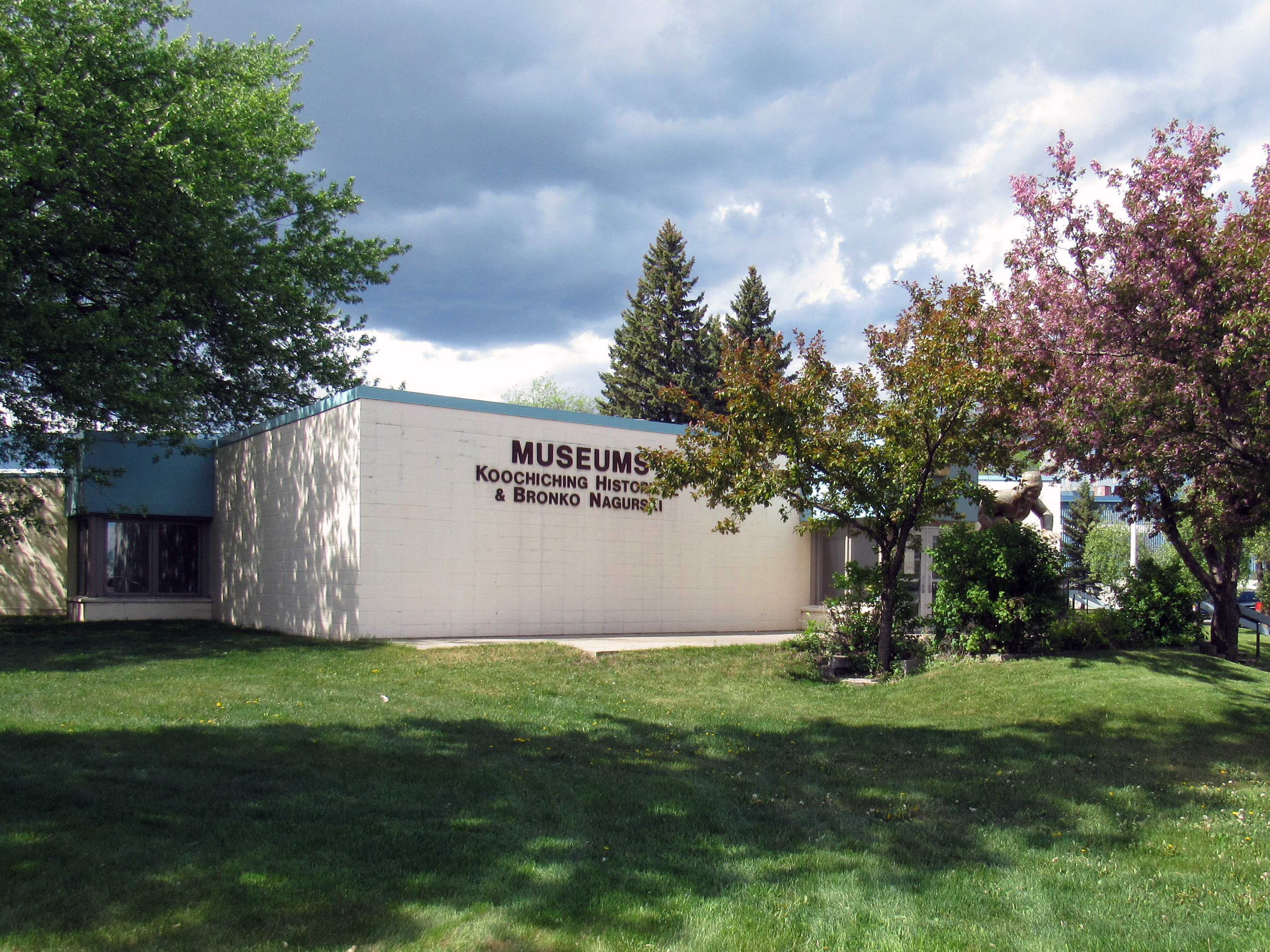
クーチチング郡歴史博物館・ブロンコ・ナグルスキー博物館

市中心部西端、市庁舎および公共図書館と国道71号線を隔てた向かい側にあるスモーキー・ベア・パーク内、スモーキー・ベア像の隣には、クーチチング郡歴史博物館、およびブロンコ・ナグルスキー博物館が共同で使用している建物が建っている。クーチチング郡歴史博物館は、最終氷期が明けて先住民がこの地に住み始めた10,000年前からの、17-19世紀の毛皮交易の時代、20世紀初頭の馬車消防車や中盤のポラリス社製スノーモービルに至るまで、この地の歴史に関する事物を収蔵・展示している。また、同館は地元芸術家による作品の展示も行っている。ブロンコ・ナグルスキー博物館は、インターナショナルフォールズで育ち、ミネソタ大学から初期のシカゴ・ベアーズで活躍し、プロレスラーとしても成功したフットボール選手、ブロンコ・ナグルスキーを讃えて、関連する事物を収蔵・展示している。

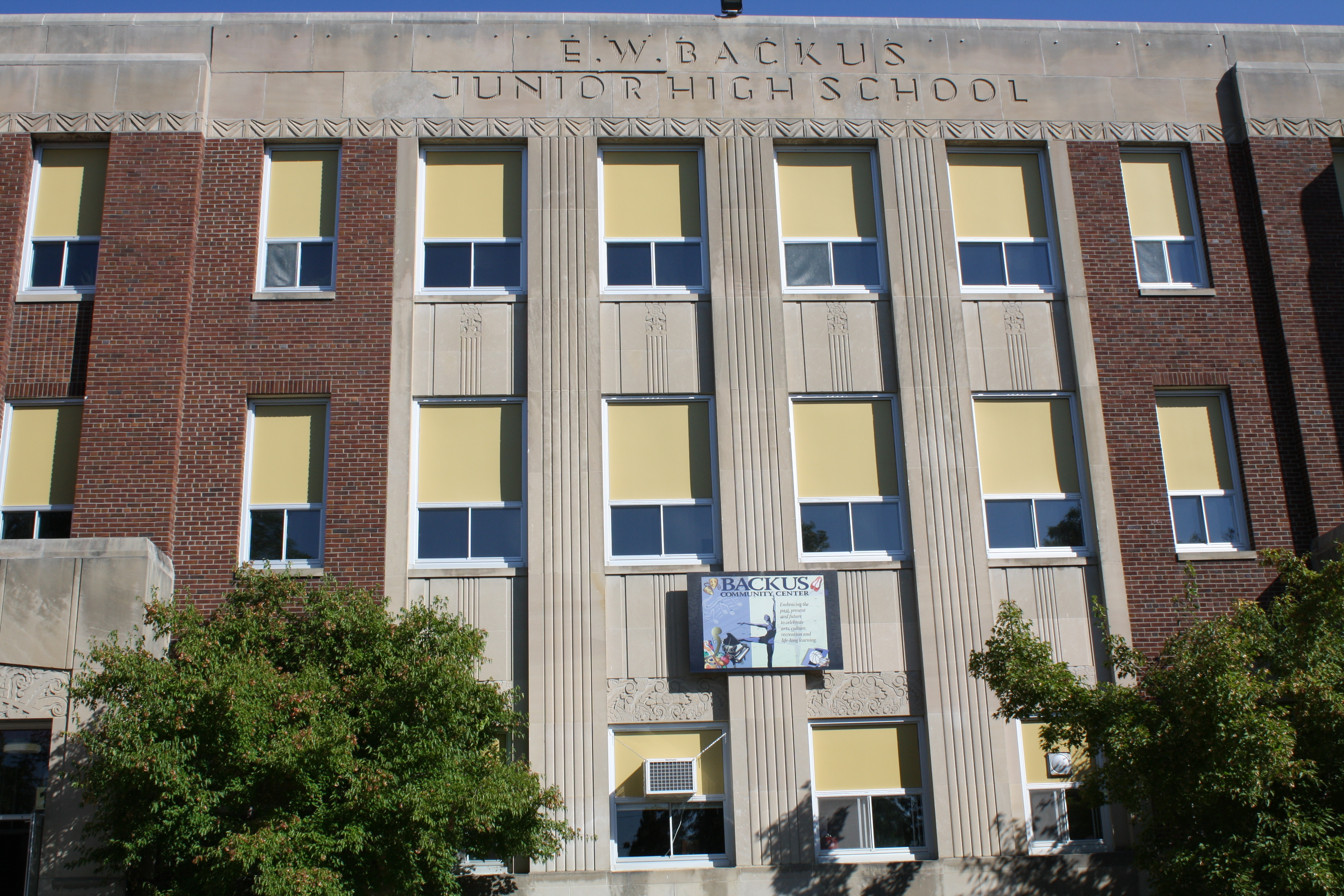
バッカス・コミュニティ・センター

市庁舎/図書館/スモーキー・ベア・パークから2ブロック西、国道71号線の南側に立地する、E・W・バッカスの名を冠したバッカス・コミュニティ・センターは、2002年に閉校した中学校の校舎を転用したもので、舞台芸術を中心に、地域の文化の中心となっている。同館を本拠地とする主な舞台芸術団体としては、地元劇団のボレアリス・バーズ、地元オーケストラのレイニーレイク・コミュニティ・オーケストラ、地元ダンスチームのダンシン・ウィズ・ダーシー等が挙げられる。また、同館内にはノースランド芸術協会、ミネソタ大学のエクステンションオフィス、郡の住民向け非営利公共放送のKCC-TV等も置かれている。また、同館の建物は、もとの中学校の名である「アレクサンダー・ベイカー・アンド・E・W・バッカス中学校」として、2004年に国家歴史登録財に指定された。
Icebox of the Nationという呼び名はインターナショナルフォールズの文化にも表れている。地元のラジオ劇団、アイスボックス・ラジオ・シアターは、ミネソタ州アイスボックスという、インターナショナルフォールズをモデルとした架空の町を舞台としたラジオドラマを制作・放送している。また、毎年1月には、「アイスボックス・デイズ」という冬祭りが開かれる。会期中には、5kmおよび10kmの寒中持久走レースや、雪像・雪だるまコンテスト等が行われる。

## 人口推移
以下にインターナショナルフォールズ市における1910年から2020年までの人口推移をグラフおよび表で示す。
| 統計年 | 人口    |
| ------ | ------- |
| 1910年 | 1,487人 |
| 1920年 | 3,448人 |
| 1930年 | 5,036人 |
| 1940年 | 5,626人 |
| 1950年 | 6,269人 |
| 1960年 | 6,778人 |
| 1970年 | 6,439人 |
| 1980年 | 5,611人 |
| 1990年 | 8,324人 |
| 2000年 | 6,703人 |
| 2010年 | 6,424人 |
| 2020年 | 5,802人 |

## 註
1. 1 2 3 4 5 6 7  Did You Know? International Falls Area Chamber of Commerce. 2022年1月26日閲覧.
2. ↑  Quickfacts: International Falls city, Minnesota. U.S. Census Bureau. 2020年.
3. 1 2  History of International Falls, p.1.
4. 1 2  History of International Falls, p.3.
5. ↑  History of International Falls, p.2.
6. 1 2 3  History of International Falls, p.4.
7. ↑  History of International Falls, p.5.
8. ↑  Smokey Bear. p.1. City of International Falls. 2017年9月. 2022年1月27日閲覧.
9. ↑  Peel, M. C., B. L. Finlayson, and T. A. McMahon. Updated world map of the Köppen–Geiger climate classification. pp.1633–1644. Hydrol. Earth Syst. Sci.. Vol.11. 2007年. 2019年6月17日閲覧. doi: 10.5194/hess-11-1633-2007. ISSN 1027-5606.
10. 1 2 3 4  Historical Weather for International Falls, Minnesota, United States of America. Weatherbase.com. 2022年1月26日閲覧.
11. ↑  Historical Weather for Anchorage, Alaska, United States of America. Weatherbase.com. 2022年1月27日閲覧.
12. ↑  Plant Hardiness Zone Map. United States Department of Agriculture. 2022年1月18日閲覧.
13. ↑  Towns face off over claim to be nation's 'icebox': A feud between two U.S. cities over who owns the trademark 'Icebox of the Nation' is heating up. NBC. 2008年1月15日.
14. ↑  Trademark Status & Document Retrieval: Serial No. 77124629. U.S. Patent and Trademark Office. 2022年1月26日閲覧.
15. ↑  Brown, Curt. "International Falls says it loud: We're cold, and we're proud". Star Tribune. 2008年2月8日.
16. 1 2  MINNESOTA - Koochiching County. National Register of Historic Places. 2022年1月30日閲覧.
17. ↑  City Council. City of International Falls. 2022年1月26日閲覧.
18. ↑  Flights. Falls International Airport. 2022年1月26日閲覧.
19. ↑  International Falls Brochure. Arrowhead Transit. 2020年6月. 2022年1月29日閲覧.
20. ↑  Bus to Minnesota, Minnesota Route Map. Jefferson Lines. 2022年1月29日閲覧.
21. ↑  Bus Schedules: Thunder Bay - Winnipeg. Ontario Northland. 2021年11月28日. 2022年1月29日閲覧.
22. ↑  About RRCC. Rainy River Community College. 2022年1月26日閲覧.
23. ↑  Programs. Rainy River Community College. 2022年1月26日閲覧.
24. ↑  About Us. International Falls Independent School District 361. 2022年1月26日閲覧.
25. ↑  Historical Museum. Koochiching Museums. Koochiching County Historical Society. 2022年1月29日閲覧.
26. ↑  The Bronco Nagurski Museum. Koochiching Museums. Koochiching County Historical Society. 2022年1月29日閲覧.
27. ↑  What Backus Offers. Backup Community Center. 2022年1月29日閲覧.
28. ↑  Building Tenants. Backup Community Center. 2022年1月29日閲覧.
29. ↑  Robertson, Tom. Radio dramas reflect life in the 'Icebox of the Nation'. Minnesota Public Radio. 2010年2月26日. 2022年1月29日閲覧.
30. ↑  Icebox Days. International Falls Area Chamber of Commerce. 2022年1月29日閲覧.